# Transports en Mauritanie
Les différents types de transports en Mauritanie.

## Transport routier

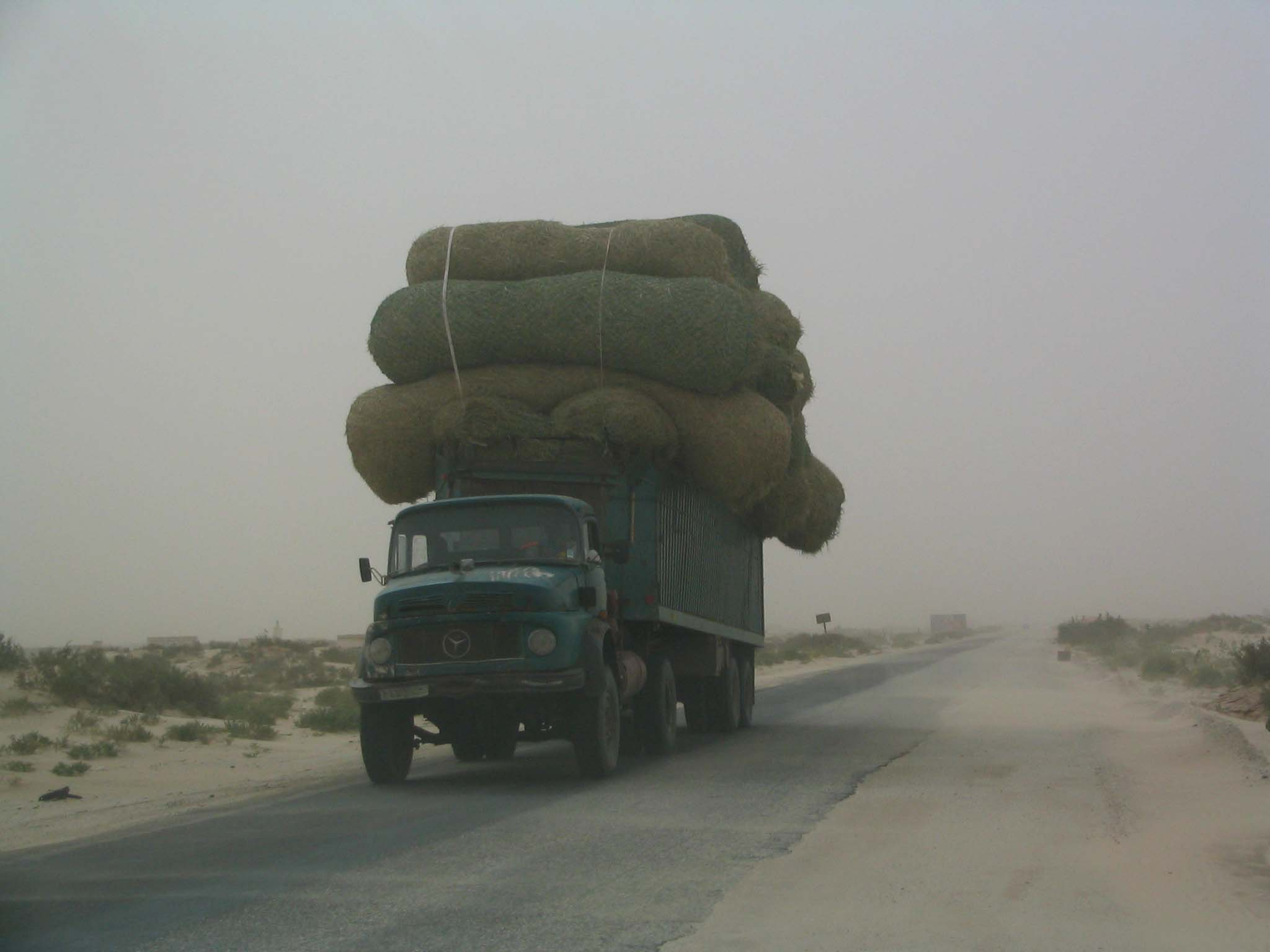
Transport routier sur l'axe goudronné Nouakchott-Rosso

Sur un réseau de routes de 10 300 km en 2003, 2 424 km sont goudronnés 872 km sont en terre améliorée et 7 001 km sont des pistes.
Progressivement, la Mauritanie se dote d'un réseau de routes nationales goudronnées reliant la capitale Nouakchott aux principales villes du pays. En particulier, la route de l'Espoir longue de 1 100 km (inaugurée en 1985) la relie à Néma, aux portes du Mali.
Terminée en juillet 2005, la route nationale RN3 longue  de 470 km, relie déjà Nouakchott à Nouâdhibou, centre économique près de la frontière avec le Maroc. Certains camps temporaires d'ouvriers du chantier de la RN3 seraient en train d'être repris comme habitation par des nomades. La RN3 va permettre de relier par des routes goudronnées le nord du Maroc au Sénégal.
Le réseau routier mauritanien reste assez dangereux, en particulier la nuit à cause des animaux errants, des véhicules sans lumières et des poids lourds qui stationnent sur les voies de circulation. Toutefois un nouveau code de la route a été mis en place en 2011 afin de réglementé la circulation dans le pays.
Le désensablement des voies est assuré par l'ENER (Etablissement National d'Entretien Routier), créé en 1994.
Le parc automobile est essentiellement constitué de véhicules d'occasion importés d'Europe. Leur âge moyen est de 12 ans et ils sont souvent en très mauvais état.
Une réforme de l'organisation des transports est en cours depuis novembre 2005. Elle a consisté en le démantèlement du Bureau National des Transports qui exerçait un monopole depuis plus de 20 ans. Actuellement en période de transition, la réforme peine à se mettre en place et un grand désordre règne.

## Transport ferré
704 km de voies ferrées dans le nord du pays (voie unique, écartement de 1 435 mm), le réseau est possédé et géré par la compagnie minière nationale SNIM (qui exploite des mines de fer).

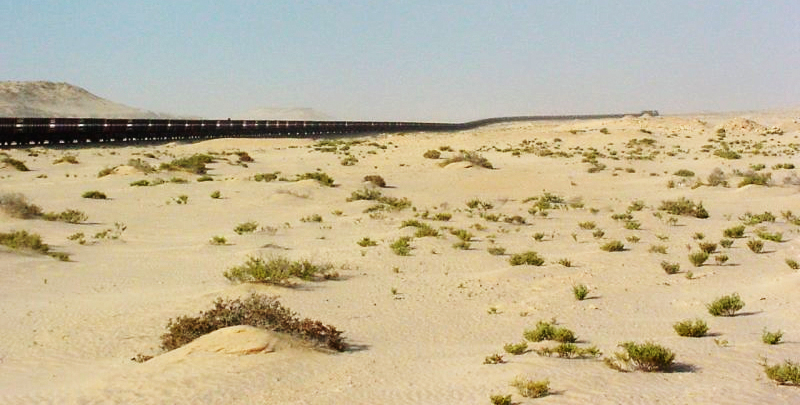
Le train minéralier

Entre Zouerate et le port de Nouâdhibou circule un train de 2,5 km de long, 200 wagons transportant du minerai de fer et quelques voitures pour passagers (des voyageurs grimpent sur les tas de minerais) (voir site Lexicorient).

## Transport maritime et fluvial
L'essentiel du trafic fluvial a lieu sur le fleuve Sénégal.
Ports : Boghé, Kaédi, Nouâdhibou, Nouakchott, Rosso.
En 2002, aucun navire marchand n'arbore le pavillon de Mauritanie.

### Port de Ndiago
En 2016, le gouvernement mauritanien lance la construction d'un nouveau port militaire et commercial dans la ville de Ndiago, située à 250 km au sud de Nouakchott, en face de la ville sénégalaise de Saint-Louis et à l'embouchure du fleuve Sénégal.
Le projet, réalisé par la société chinoise Polytechnology, comprend la réalisation d’un port militaire à quai accostable des deux bords, d'une base navale, d'un port de pêche d'une capacité de sept quais de débarquement, d'un chantier naval d'une capacité de 70 navires par an, d'un quai de commerce pouvant recevoir plusieurs bateaux de 180 mètres de long et d'un point de débarquement pour la pêche artisanale.

## Transport aérien
En 2002, 9 aéroports (dont 3 internationaux) ont des pistes goudronnées d'au moins 1 524 m environ, et 17 ont des pistes non goudronnées.